# Championnat du monde féminin de handball 2011
Cet article traite du championnat féminin 2011. Pour le championnat masculin, voir Championnat du monde masculin de handball 2011.
Navigation
Chine 2009 Serbie 2013
Le Championnat du monde féminin de handball 2011 est la 20e édition du Championnat du monde féminin de handball et a eu lieu au Brésil du 2 au 18 décembre 2011 en collaboration avec les fédérations internationale (IHF) et la brésilienne (CBHb) de handball. C'est la troisième fois qu'un Championnat du monde se déroule hors d'Europe, après la Corée du Sud en 1990 et la Chine en 2009. Les favorites de la compétition sont la Russie, championne en titre, la France, le Danemark et la Norvège. Le format revient à celui en vigueur des championnats du monde 1997 à 2001 avec quatre groupes de six équipes, dont les quatre premières de chaque groupe à l'issue du tour préliminaire se qualifient pour une phase à élimination directe démarrant au stade des huitièmes de finale.
Parmi les principales nations, seule l'Allemagne ne passe pas le tour préliminaire : malgré une victoire initiale contre la Norvège, les allemandes perdent ensuite face au Monténégro, à l'Islande et à l'Angola. En huitième-de-finale, l'Angola crée la surprise en se qualifiant pour les quarts-de-finale aux dépens de la Corée du Sud, avant de tomber face au Danemark en quart. Les quarts-de-finale voient la France prendre sa revanche sur la Russie avec une victoire 25-23, qui élimine les triples tenantes du titre qui ne réaliseront donc pas un quadruplé encore inédit. La France atteint à nouveau la finale en écartant le Danemark en demi-finale (28-23), de même que la Norvège qui élimine l'Espagne (30-22). En finale, la Norvège inflige à la France une deuxième défaire consécutive à ce stade de la compétition avec une nette victoire par 32 buts à 24. Il s'agit là du deuxième titre des Norvégiennes après celui de 1999, déjà face aux Françaises. 
La Russie remet son titre en jeu après avoir remporté une finale acharnée face aux Françaises lors de l'édition 2009. En plus de ces deux équipes, le Danemark et la Norvège sont les principales équipes favorites au début de la compétition.

## Présentation

### Lieux de la compétition

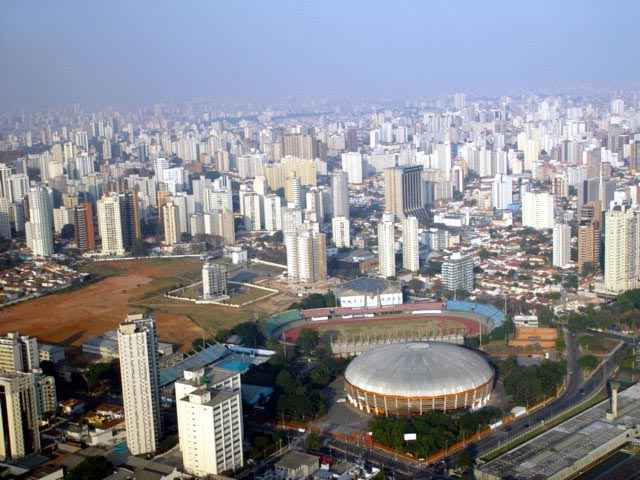
Le Ginásio do Ibirapuera de São Paulo.

Les rencontres se sont jouées dans l'État de São Paulo bien que, au départ, elles devaient se dérouler dans l'État de Santa Catarina. Quatre villes ont accueilli cette compétition internationale :
- au Ginásio do Ibirapuera de São Paulo, d'une capacité de 11 000 places, pour les matchs du Groupe C, deux huitièmes de finale, la coupe du Président et la phase finale à partir des quarts de finale ;
- au Ginásio Adib Moyses Dib de São Bernardo do Campo, d'une capacité de 7 000 places, pour les matchs du Groupe D, deux huitièmes de finale et deux matchs de la coupe du Président,
- à l'Arena Santos de Santos, d'une capacité de 5 000 places, pour les matchs du Groupe A et deux huitièmes de finale
- au Ginásio José Corrêa de Barueri, d'une capacité de 5 000 places, pour les matchs du Groupe B et deux huitièmes de finale.

### Qualifications
Le Brésil en tant que pays organisateur et la Russie en tant que championne du monde en titre, sont qualifiés d'office pour cette compétition. Les 22 autres équipes nationales participantes se sont qualifiées au moyen descompétitions continentales disputées en 2010 et 2011 :
- Championnat d'Afrique des nations 2010
  1.  Angola
  2.  Tunisie
  3.  Côte d'Ivoire
- Championnat d'Europe 2010
  1.  Norvège
  2.  Suède
  3.  Roumanie
- Championnat d'Asie 2010
  1.  Kazakhstan
  2.  Corée du Sud
  3.  Chine
  4.  Japon
- Championnat panaméricain 2011
  1. ( Brésil)
  2.  Argentine
  3.  Cuba
  4.  Uruguay
- Championnat d'Océanie 2011
  1.  Australie

Les huit dernières places sont réservées aux vainqueurs des qualifications de la zone Europe. Une première phase de qualification pour les équipes nationales les moins bien classées de la zone Europe (17 équipes) a permis de qualifier quatre équipes (Macédoine, Pologne, Turquie, République tchèque) pour les barrages aller et retour en compagnie des 12 autres équipes nationales qualifiées d'office. Le tirage au sort des barrages aller et retour a eu lieu le 19 décembre 2010, pendant le Championnat d'Europe 2010 :
- Matchs aller : les 3, 4 et 5 juin 2011.
- Matchs retour : les 10, 11 et 12 juin 2011.

| Équipe 1     | Score   | Équipe 2   | Aller   | Retour  |
| ------------ | ------- | ---------- | ------- | ------- |
| Rép. tchèque | 52 – 75 | Monténégro | 26 – 42 | 26 - 33 |
| Pays-Bas     | 78 – 62 | Turquie    | 40 – 28 | 38 – 34 |
| Espagne      | 58 – 46 | Macédoine  | 37 – 22 | 21 – 24 |
| France       | 56 – 39 | Slovénie   | 28 – 19 | 28 – 20 |
| Croatie      | 66 – 56 | Serbie     | 36 - 25 | 30 - 31 |
| Islande      | 61 – 42 | Ukraine    | 37 - 18 | 24 – 24 |
| Allemagne    | 53 – 46 | Hongrie    | 26 - 24 | 27 – 22 |
| Pologne      | 35 – 47 | Danemark   | 16 – 23 | 19 – 24 |

### Tirage au sort
Les 24 équipes qualifiées sont réparties en 6 pots.
| Pot 1    | Pot 2      | Pot 3    | Pot 4        | Pot 5         | Pot 6     |
| -------- | ---------- | -------- | ------------ | ------------- | --------- |
| Norvège  | Danemark   | Angola   | Argentine    | Chine         | Australie |
| Roumanie | France     | Brésil   | Allemagne    | Côte d'Ivoire | Islande   |
| Russie   | Kazakhstan | Croatie  | Corée du Sud | Cuba          | Japon     |
| Suède    | Monténégro | Pays-Bas | Tunisie      | Espagne       | Uruguay   |

Le tirage au sort a eu lieu le 2 juillet 2011 au Brésil, il a permis de déterminer les 4 poules de 6 équipes du tour préliminaire :
- Poule A :  Norvège,  Monténégro,  Angola,  Allemagne,  Chine,  Islande
- Poule B :  Russie,  Kazakhstan,  Pays-Bas,  Corée du Sud,  Espagne,  Australie
- Poule C :  Brésil,  Roumanie,  France,  Tunisie,  Cuba,  Japon
- Poule D :  Suède,  Danemark,  Croatie,  Argentine,  Côte d'Ivoire,  Uruguay

## Phase de groupes
|  | Équipes qualifiées |  | Équipes éliminées |

| Poule A à Santos |            |     |   |   |   |   |     |     |      |     |
|                  | Équipe     | Pts | J | G | N | P | BP  | BC  | Diff | Dép |
| 1                | Norvège    | 8   | 5 | 4 | 0 | 1 | 152 | 108 | +44  |     |
| 2                | Angola     | 6   | 5 | 3 | 0 | 2 | 129 | 129 | 0    | +2  |
| 3                | Monténégro | 6   | 5 | 3 | 0 | 2 | 143 | 115 | +28  | +1  |
| 4                | Islande    | 6   | 5 | 3 | 0 | 2 | 109 | 112 | -3   | -3  |
| 5                | Allemagne  | 4   | 5 | 2 | 0 | 3 | 120 | 126 | -6   |     |
| 6                | Chine      | 0   | 5 | 0 | 0 | 5 | 98  | 161 | -63  |     |

| 3 décembre | Monténégro | 21 | 22 | Islande    |
| 3 décembre | Norvège    | 28 | 31 | Allemagne  |
| 3 décembre | Angola     | 30 | 29 | Chine      |
| 4 décembre | Allemagne  | 24 | 25 | Monténégro |
| 4 décembre | Chine      | 16 | 43 | Norvège    |
| 4 décembre | Islande    | 24 | 28 | Angola     |
| 6 décembre | Monténégro | 28 | 26 | Angola     |
| 6 décembre | Norvège    | 27 | 14 | Islande    |
| 6 décembre | Allemagne  | 23 | 22 | Chine      |
| 7 décembre | Monténégro | 42 | 15 | Chine      |
| 7 décembre | Angola     | 20 | 26 | Norvège    |
| 7 décembre | Islande    | 26 | 20 | Allemagne  |
| 9 décembre | Angola     | 25 | 22 | Allemagne  |
| 9 décembre | Norvège    | 28 | 27 | Monténégro |
| 9 décembre | Chine      | 16 | 23 | Islande    |

| Poule B à Barueri |              |     |   |   |   |   |     |     |      |     |
|                   | Équipe       | Pts | J | G | N | P | BP  | BC  | Diff | Dép |
| 1                 | Russie       | 10  | 5 | 5 | 0 | 0 | 181 | 99  | +82  |     |
| 2                 | Espagne      | 8   | 5 | 4 | 0 | 1 | 151 | 108 | +43  |     |
| 3                 | Corée du Sud | 6   | 5 | 3 | 0 | 2 | 164 | 124 | +40  |     |
| 4                 | Pays-Bas     | 4   | 5 | 2 | 0 | 3 | 164 | 142 | +22  |     |
| 5                 | Kazakhstan   | 2   | 5 | 1 | 0 | 4 | 113 | 133 | -20  |     |
| 6                 | Australie    | 0   | 5 | 0 | 0 | 5 | 52  | 219 | -167 |     |

| 3 décembre | Kazakhstan   | 37 | 9  | Australie    |
| 3 décembre | Russie       | 39 | 24 | Corée du Sud |
| 3 décembre | Pays-Bas     | 27 | 34 | Espagne      |
| 4 décembre | Corée du Sud | 31 | 19 | Kazakhstan   |
| 4 décembre | Espagne      | 22 | 28 | Russie       |
| 4 décembre | Australie    | 15 | 53 | Pays-Bas     |
| 6 décembre | Russie       | 45 | 8  | Australie    |
| 6 décembre | Kazakhstan   | 20 | 32 | Pays-Bas     |
| 6 décembre | Corée du Sud | 26 | 29 | Espagne      |
| 7 décembre | Pays-Bas     | 26 | 35 | Russie       |
| 7 décembre | Kazakhstan   | 18 | 27 | Espagne      |
| 7 décembre | Australie    | 11 | 45 | Corée du Sud |
| 9 décembre | Espagne      | 39 | 9  | Australie    |
| 9 décembre | Pays-Bas     | 26 | 38 | Corée du Sud |
| 9 décembre | Russie       | 34 | 19 | Kazakhstan   |

| Poule C à São Paulo |          |     |   |   |   |   |     |     |      |     |
|                     | Équipe   | Pts | J | G | N | P | BP  | BC  | Diff | Dép |
| 1                   | Brésil   | 10  | 5 | 5 | 0 | 0 | 162 | 128 | +34  |     |
| 2                   | France   | 8   | 5 | 4 | 0 | 1 | 165 | 103 | +62  |     |
| 3                   | Roumanie | 5   | 5 | 2 | 1 | 2 | 139 | 155 | -16  |     |
| 4                   | Japon    | 5   | 5 | 2 | 1 | 2 | 138 | 156 | -18  |     |
| 5                   | Tunisie  | 2   | 5 | 1 | 0 | 4 | 141 | 150 | -9   |     |
| 6                   | Cuba     | 0   | 5 | 0 | 0 | 5 | 119 | 172 | -53  |     |

| 2 décembre | Brésil   | 37 | 21 | Cuba     |
| 3 décembre | Roumanie | 30 | 28 | Tunisie  |
| 3 décembre | France   | 41 | 22 | Japon    |
| 5 décembre | Cuba     | 27 | 33 | Roumanie |
| 5 décembre | Tunisie  | 17 | 25 | France   |
| 5 décembre | Japon    | 24 | 32 | Brésil   |
| 6 décembre | Tunisie  | 32 | 29 | Cuba     |
| 6 décembre | Roumanie | 28 | 28 | Japon    |
| 6 décembre | France   | 22 | 26 | Brésil   |
| 8 décembre | Japon    | 32 | 31 | Tunisie  |
| 8 décembre | France   | 38 | 18 | Cuba     |
| 8 décembre | Brésil   | 33 | 28 | Roumanie |
| 9 décembre | Cuba     | 24 | 32 | Japon    |
| 9 décembre | Roumanie | 20 | 39 | France   |
| 9 décembre | Brésil   | 34 | 33 | Tunisie  |

| Poule D à São Bernardo do Campo |               |     |   |   |   |   |     |     |      |     |
|                                 | Équipe        | Pts | J | G | N | P | BP  | BC  | Diff | Dép |
| 1                               | Danemark      | 10  | 5 | 5 | 0 | 0 | 148 | 78  | +70  |     |
| 2                               | Croatie       | 8   | 5 | 4 | 0 | 1 | 150 | 102 | +48  |     |
| 3                               | Suède         | 6   | 5 | 3 | 0 | 2 | 141 | 97  | +44  |     |
| 4                               | Côte d'Ivoire | 4   | 5 | 2 | 0 | 3 | 118 | 145 | -27  |     |
| 5                               | Uruguay       | 2   | 5 | 1 | 0 | 4 | 82  | 159 | -77  |     |
| 6                               | Argentine     | 0   | 5 | 0 | 0 | 5 | 77  | 135 | -58  |     |

| 3 décembre | Suède         | 37 | 11 | Argentine     |
| 3 décembre | Danemark      | 36 | 10 | Uruguay       |
| 3 décembre | Croatie       | 36 | 20 | Côte d'Ivoire |
| 5 décembre | Côte d'Ivoire | 25 | 28 | Suède         |
| 5 décembre | Argentine     | 13 | 31 | Danemark      |
| 5 décembre | Uruguay       | 15 | 45 | Croatie       |
| 6 décembre | Suède         | 31 | 14 | Uruguay       |
| 6 décembre | Danemark      | 23 | 19 | Croatie       |
| 6 décembre | Argentine     | 19 | 25 | Côte d'Ivoire |
| 8 décembre | Croatie       | 27 | 26 | Suède         |
| 8 décembre | Danemark      | 38 | 17 | Côte d'Ivoire |
| 8 décembre | Uruguay       | 19 | 16 | Argentine     |
| 9 décembre | Côte d'Ivoire | 31 | 24 | Uruguay       |
| 9 décembre | Suède         | 19 | 20 | Danemark      |
| 9 décembre | Croatie       | 23 | 18 | Argentine     |

## Phase finale
|  | Huitièmes de finale                      | Huitièmes de finale          |          |                              | Quarts de finale             | Quarts de finale             |    |  | Demi-finales                 | Demi-finales                 |  |  | Finale                       | Finale                       |
|  | Huitièmes de finale                      | Huitièmes de finale          |          |                              | Quarts de finale             | Quarts de finale             |    |  | Demi-finales                 | Demi-finales                 |  |  | Finale                       | Finale                       |
|  |                                          |                              |          |                              |                              |                              |    |  |                              |                              |  |  |                              |                              |
|  | 11 décembre 2011 à Barueri               | 11 décembre 2011 à Barueri   |          |                              | 14 décembre 2011 à São Paulo | 14 décembre 2011 à São Paulo |    |  | 16 décembre 2011 à São Paulo | 16 décembre 2011 à São Paulo |  |  | 18 décembre 2011 à São Paulo | 18 décembre 2011 à São Paulo |
|  | 11 décembre 2011 à Barueri               | 11 décembre 2011 à Barueri   |          |                              | 14 décembre 2011 à São Paulo | 14 décembre 2011 à São Paulo |    |  | 16 décembre 2011 à São Paulo | 16 décembre 2011 à São Paulo |  |  | 18 décembre 2011 à São Paulo | 18 décembre 2011 à São Paulo |
|  | Russie                                   | 30                           |          |                              | 14 décembre 2011 à São Paulo | 14 décembre 2011 à São Paulo |    |  | 16 décembre 2011 à São Paulo | 16 décembre 2011 à São Paulo |  |  | 18 décembre 2011 à São Paulo | 18 décembre 2011 à São Paulo |
|  | Russie                                   | 30                           |          |                              | 14 décembre 2011 à São Paulo | 14 décembre 2011 à São Paulo |    |  | 16 décembre 2011 à São Paulo | 16 décembre 2011 à São Paulo |  |  | 18 décembre 2011 à São Paulo | 18 décembre 2011 à São Paulo |
|  | Islande                                  | 19                           |          |                              | 14 décembre 2011 à São Paulo | 14 décembre 2011 à São Paulo |    |  | 16 décembre 2011 à São Paulo | 16 décembre 2011 à São Paulo |  |  | 18 décembre 2011 à São Paulo | 18 décembre 2011 à São Paulo |
|  | Islande                                  | 19                           | Russie   | 23                           |                              |                              |    |  | 16 décembre 2011 à São Paulo | 16 décembre 2011 à São Paulo |  |  | 18 décembre 2011 à São Paulo | 18 décembre 2011 à São Paulo |
|  | 12 décembre 2011 à São Paulo             |                              | Russie   | 23                           |                              |                              |    |  | 16 décembre 2011 à São Paulo | 16 décembre 2011 à São Paulo |  |  | 18 décembre 2011 à São Paulo | 18 décembre 2011 à São Paulo |
|  |                                          | France                       | 25       |                              |                              |                              |    |  | 16 décembre 2011 à São Paulo | 16 décembre 2011 à São Paulo |  |  | 18 décembre 2011 à São Paulo | 18 décembre 2011 à São Paulo |
|  | Suède                                    | France                       | 25       | 23                           |                              |                              |    |  | 16 décembre 2011 à São Paulo | 16 décembre 2011 à São Paulo |  |  | 18 décembre 2011 à São Paulo | 18 décembre 2011 à São Paulo |
|  | Suède                                    | 14 décembre 2011 à São Paulo |          | 23                           |                              |                              |    |  | 16 décembre 2011 à São Paulo | 16 décembre 2011 à São Paulo |  |  | 18 décembre 2011 à São Paulo | 18 décembre 2011 à São Paulo |
|  | France                                   | 26                           |          |                              |                              |                              |    |  | 16 décembre 2011 à São Paulo | 16 décembre 2011 à São Paulo |  |  | 18 décembre 2011 à São Paulo | 18 décembre 2011 à São Paulo |
|  | France                                   | 26                           | France   | 28                           |                              |                              |    |  |                              |                              |  |  | 18 décembre 2011 à São Paulo | 18 décembre 2011 à São Paulo |
|  | 11 décembre 2011 à Santos                |                              | France   | 28                           |                              |                              |    |  |                              |                              |  |  | 18 décembre 2011 à São Paulo | 18 décembre 2011 à São Paulo |
|  |                                          | Danemark                     | 23       |                              |                              |                              |    |  |                              |                              |  |  | 18 décembre 2011 à São Paulo | 18 décembre 2011 à São Paulo |
|  | Angola                                   | Danemark                     | 23       | 30                           |                              |                              |    |  |                              |                              |  |  | 18 décembre 2011 à São Paulo | 18 décembre 2011 à São Paulo |
|  | Angola                                   | 16 décembre 2011 à São Paulo |          | 30                           |                              |                              |    |  |                              |                              |  |  | 18 décembre 2011 à São Paulo | 18 décembre 2011 à São Paulo |
|  | Corée du Sud                             | 29                           |          |                              |                              |                              |    |  |                              |                              |  |  | 18 décembre 2011 à São Paulo | 18 décembre 2011 à São Paulo |
|  | Corée du Sud                             | 29                           | Angola   | 23                           |                              |                              |    |  |                              |                              |  |  | 18 décembre 2011 à São Paulo | 18 décembre 2011 à São Paulo |
|  | 12 décembre 2011 à São Bernardo do Campo |                              | Angola   | 23                           |                              |                              |    |  |                              |                              |  |  | 18 décembre 2011 à São Paulo | 18 décembre 2011 à São Paulo |
|  |                                          | Danemark                     | 28       |                              |                              |                              |    |  |                              |                              |  |  | 18 décembre 2011 à São Paulo | 18 décembre 2011 à São Paulo |
|  | Japon                                    | Danemark                     | 28       | 22                           |                              |                              |    |  |                              |                              |  |  | 18 décembre 2011 à São Paulo | 18 décembre 2011 à São Paulo |
|  | Japon                                    | 14 décembre 2011 à São Paulo |          | 22                           |                              |                              |    |  |                              |                              |  |  | 18 décembre 2011 à São Paulo | 18 décembre 2011 à São Paulo |
|  | Danemark                                 | 23                           |          |                              |                              |                              |    |  |                              |                              |  |  | 18 décembre 2011 à São Paulo | 18 décembre 2011 à São Paulo |
|  | Danemark                                 | 23                           | France   | 24                           |                              |                              |    |  |                              |                              |  |  |                              |                              |
|  | 11 décembre 2011 à Santos                |                              | France   | 24                           |                              |                              |    |  |                              |                              |  |  |                              |                              |
|  |                                          | Norvège                      | 32       |                              |                              |                              |    |  |                              |                              |  |  |                              |                              |
|  | Norvège                                  | Norvège                      | 32       | 34                           |                              |                              |    |  |                              |                              |  |  |                              |                              |
|  | Norvège                                  |                              |          | 34                           |                              |                              |    |  |                              |                              |  |  |                              |                              |
|  | Pays-Bas                                 | 22                           |          |                              |                              |                              |    |  |                              |                              |  |  |                              |                              |
|  | Pays-Bas                                 | 22                           | Norvège  | 30                           |                              |                              |    |  |                              |                              |  |  |                              |                              |
|  | 12 décembre 2011 à São Bernardo do Campo |                              | Norvège  | 30                           |                              |                              |    |  |                              |                              |  |  |                              |                              |
|  |                                          | Croatie                      | 25       |                              |                              |                              |    |  |                              |                              |  |  |                              |                              |
|  | Roumanie                                 | Croatie                      | 25       | 27                           |                              |                              |    |  |                              |                              |  |  |                              |                              |
|  | Roumanie                                 | 14 décembre 2011 à São Paulo |          | 27                           |                              |                              |    |  |                              |                              |  |  |                              |                              |
|  | Croatie                                  | 28                           |          |                              |                              |                              |    |  |                              |                              |  |  |                              |                              |
|  | Croatie                                  | 28                           | Norvège  | 30                           |                              |                              |    |  |                              |                              |  |  |                              |                              |
|  | 11 décembre 2011 à Barueri               |                              | Norvège  | 30                           |                              |                              |    |  |                              |                              |  |  |                              |                              |
|  |                                          | Espagne                      | 22       |                              |                              |                              |    |  |                              |                              |  |  |                              |                              |
|  | Espagne                                  | Espagne                      | 22       | 23                           |                              |                              |    |  |                              |                              |  |  |                              |                              |
|  | Espagne                                  |                              |          | 23                           |                              |                              |    |  |                              |                              |  |  |                              |                              |
|  | Monténégro                               | 19                           |          | Match pour la 3e place       | Match pour la 3e place       |                              |    |  |                              |                              |  |  |                              |                              |
|  | Monténégro                               | 19                           | Espagne  | Match pour la 3e place       | Match pour la 3e place       | 27                           |    |  |                              |                              |  |  |                              |                              |
|  | 12 décembre 2011 à São Paulo             | 12 décembre 2011 à São Paulo | Espagne  | 18 décembre 2011 à São Paulo | 18 décembre 2011 à São Paulo | 27                           |    |  |                              |                              |  |  |                              |                              |
|  | 12 décembre 2011 à São Paulo             | 12 décembre 2011 à São Paulo |          | 18 décembre 2011 à São Paulo | 18 décembre 2011 à São Paulo | Brésil                       | 26 |  |                              |                              |  |  |                              |                              |
|  | Côte d'Ivoire                            | 22                           | Danemark | 18                           |                              | Brésil                       | 26 |  |                              |                              |  |  |                              |                              |
|  | Côte d'Ivoire                            | 22                           | Danemark | 18                           |                              |                              |    |  |                              |                              |  |  |                              |                              |
|  | Brésil                                   | 35                           |          | Espagne                      | 24                           |                              |    |  |                              |                              |  |  |                              |                              |
|  | Brésil                                   | 35                           |          | Espagne                      | 24                           |                              |    |  |                              |                              |  |  |                              |                              |

### Huitièmes de finale
| 11 décembre 2011 16h30 (UTC) | Russie               | 30 - 19   | Islande             | Ginásio Poliesportivo José Corrêa à Barueri Affluence : 400 Arbitrage : C.M. Marina D.L. Minore |
| 11 décembre 2011 16h30 (UTC) | Lioudmila Postnova 7 | (15 - 12) | Karen Knutsdottir 4 | Ginásio Poliesportivo José Corrêa à Barueri Affluence : 400 Arbitrage : C.M. Marina D.L. Minore |
| 11 décembre 2011 16h30 (UTC) | ×4 ×5                | Rapport   | ×4 ×5               | Ginásio Poliesportivo José Corrêa à Barueri Affluence : 400 Arbitrage : C.M. Marina D.L. Minore |

| 11 décembre 2011 16h30 (UTC) | Angola         | 30 - 29   | Corée du Sud     | Arena Santos à Santos Affluence : 600 Arbitrage : Charlotte Bonaventura Julie Bonaventura |
| 11 décembre 2011 16h30 (UTC) | Louisa Kiala 7 | (13 - 13) | Choi Im-jeong 10 | Arena Santos à Santos Affluence : 600 Arbitrage : Charlotte Bonaventura Julie Bonaventura |
| 11 décembre 2011 16h30 (UTC) | ×3 ×2          | Rapport   | ×2 ×7            | Arena Santos à Santos Affluence : 600 Arbitrage : Charlotte Bonaventura Julie Bonaventura |

| 11 décembre 2011 19h15 (UTC) | Norvège      | 34 - 22   | Pays-Bas                | Arena Santos à Santos Affluence : 700 Arbitrage : J.N. Aires Menezes R. Aparecido Pinto |
| 11 décembre 2011 19h15 (UTC) | Heidi Løke 8 | (15 - 11) | Laura van der Heijden 5 | Arena Santos à Santos Affluence : 700 Arbitrage : J.N. Aires Menezes R. Aparecido Pinto |
| 11 décembre 2011 19h15 (UTC) | ×3 ×4        | Rapport   | ×3 ×4                   | Arena Santos à Santos Affluence : 700 Arbitrage : J.N. Aires Menezes R. Aparecido Pinto |

| 11 décembre 2011 19h15 (UTC) | Espagne            | 23 - 19  | Monténégro         | Ginásio Poliesportivo José Corrêa à Barueri Affluence : 400 Arbitrage : M. Gjeding M. Hansen |
| 11 décembre 2011 19h15 (UTC) | Elisabeth Pinedo 7 | (11 - 9) | Marija Jovanović 5 | Ginásio Poliesportivo José Corrêa à Barueri Affluence : 400 Arbitrage : M. Gjeding M. Hansen |
| 11 décembre 2011 19h15 (UTC) | ×2                 | Rapport  | ×4 ×3              | Ginásio Poliesportivo José Corrêa à Barueri Affluence : 400 Arbitrage : M. Gjeding M. Hansen |

| 12 décembre 2011 16h30 (UTC) | Suède                 | 23 - 26   | France           | Ginásio do Ibirapuera à São Paulo Affluence : 400 Arbitrage : Matja Gubica Boris Milosevic |
| 12 décembre 2011 16h30 (UTC) | Torstenson, Gulldén 5 | (15 - 12) | Paule Baudouin 6 | Ginásio do Ibirapuera à São Paulo Affluence : 400 Arbitrage : Matja Gubica Boris Milosevic |
| 12 décembre 2011 16h30 (UTC) | ×3 ×2                 | Rapport   | ×3               | Ginásio do Ibirapuera à São Paulo Affluence : 400 Arbitrage : Matja Gubica Boris Milosevic |

| 12 décembre 2011 16h30 (UTC) | Roumanie               | 27 - 28   | Croatie          | Ginásio Poliesportivo Adib Moysés Dib à São Bernardo do Campo Affluence : 300 Arbitrage : Michael Johansson Jasmin Kliko |
| 12 décembre 2011 16h30 (UTC) | Oana Florica Chirila 6 | (18 - 15) | Andrea Penezić 6 | Ginásio Poliesportivo Adib Moysés Dib à São Bernardo do Campo Affluence : 300 Arbitrage : Michael Johansson Jasmin Kliko |
| 12 décembre 2011 16h30 (UTC) | ×3 ×5                  | Rapport   | ×4               | Ginásio Poliesportivo Adib Moysés Dib à São Bernardo do Campo Affluence : 300 Arbitrage : Michael Johansson Jasmin Kliko |

| 12 décembre 2011 19h15 (UTC) | Japon        | 22 - 23  | Danemark         | Ginásio Poliesportivo Adib Moysés Dib à São Bernardo do Campo Affluence : 500 Arbitrage : Shlomo Cohen Yoram Peretz |
| 12 décembre 2011 19h15 (UTC) | Shio Fujii 8 | (11 - 9) | Trine Troelsen 6 | Ginásio Poliesportivo Adib Moysés Dib à São Bernardo do Campo Affluence : 500 Arbitrage : Shlomo Cohen Yoram Peretz |
| 12 décembre 2011 19h15 (UTC) | ×3 ×1        | Rapport  | ×4               | Ginásio Poliesportivo Adib Moysés Dib à São Bernardo do Campo Affluence : 500 Arbitrage : Shlomo Cohen Yoram Peretz |

| 12 décembre 2011 22h00 (UTC) | Côte d'Ivoire        | 22 - 35  | Brésil                     | Ginásio do Ibirapuera à São Paulo Affluence : 4 000 Arbitrage : Kiyoshi Hizaki Tomokazu Ikebuchi |
| 12 décembre 2011 22h00 (UTC) | N'Cho Elodie Mambo 8 | (8 - 15) | Alexandra do Nascimento 10 | Ginásio do Ibirapuera à São Paulo Affluence : 4 000 Arbitrage : Kiyoshi Hizaki Tomokazu Ikebuchi |
| 12 décembre 2011 22h00 (UTC) | ×3 ×1                | Rapport  | ×2 ×1                      | Ginásio do Ibirapuera à São Paulo Affluence : 4 000 Arbitrage : Kiyoshi Hizaki Tomokazu Ikebuchi |

### Quarts de finale
| 14 décembre 2011 13h45 (UTC) | Russie          | 23 - 25   | France                | Ginásio do Ibirapuera à São Paulo Affluence : 2 000 Arbitrage : I. Garcia Serradilla Andreu Marin Lorente |
| 14 décembre 2011 13h45 (UTC) | Emilia Toureï 7 | (12 - 13) | Alexandra Lacrabère 5 | Ginásio do Ibirapuera à São Paulo Affluence : 2 000 Arbitrage : I. Garcia Serradilla Andreu Marin Lorente |
| 14 décembre 2011 13h45 (UTC) | ×3 ×5           | Rapport   | ×2 ×4                 | Ginásio do Ibirapuera à São Paulo Affluence : 2 000 Arbitrage : I. Garcia Serradilla Andreu Marin Lorente |

| 14 décembre 2011 16h30 (UTC) | Angola                   | 23 - 28   | Danemark             | Ginásio do Ibirapuera à São Paulo Affluence : 2 000 Arbitrage : Mindaugas Gatelis Vaidas Mazeika |
| 14 décembre 2011 16h30 (UTC) | Azenaide Danila Carlos 7 | (11 - 15) | Ann Grete Nørgaard 7 | Ginásio do Ibirapuera à São Paulo Affluence : 2 000 Arbitrage : Mindaugas Gatelis Vaidas Mazeika |
| 14 décembre 2011 16h30 (UTC) | ×2 ×1                    | Rapport   | ×4                   | Ginásio do Ibirapuera à São Paulo Affluence : 2 000 Arbitrage : Mindaugas Gatelis Vaidas Mazeika |

| 14 décembre 2011 19h15 (UTC) | Norvège      | 30 - 25   | Croatie          | Ginásio do Ibirapuera à São Paulo Affluence : 1 300 Arbitrage : Mansour Al Suwaidi Saleh Bamutraf |
| 14 décembre 2011 19h15 (UTC) | Heidi Løke 8 | (16 - 12) | Andrea Penezić 4 | Ginásio do Ibirapuera à São Paulo Affluence : 1 300 Arbitrage : Mansour Al Suwaidi Saleh Bamutraf |
| 14 décembre 2011 19h15 (UTC) | ×5 ×4        | Rapport   | ×5 ×3            | Ginásio do Ibirapuera à São Paulo Affluence : 1 300 Arbitrage : Mansour Al Suwaidi Saleh Bamutraf |

| 14 décembre 2011 22h00 (UTC) | Espagne         | 27 - 26   | Brésil                                       | Ginásio do Ibirapuera à São Paulo Affluence : 6 000 Arbitrage : M. Gjeding M. Hansen |
| 14 décembre 2011 22h00 (UTC) | Carmen Martín 8 | (19 - 17) | Alexandra do Nascimento, Deonise Cavaleiro 7 | Ginásio do Ibirapuera à São Paulo Affluence : 6 000 Arbitrage : M. Gjeding M. Hansen |
| 14 décembre 2011 22h00 (UTC) | ×3 ×5           | Rapport   | ×4 ×6                                        | Ginásio do Ibirapuera à São Paulo Affluence : 6 000 Arbitrage : M. Gjeding M. Hansen |

### Demi-finales
| 16 décembre 2011 19h15 (UTC) | France                 | 28 - 23   | Danemark         | Ginásio do Ibirapuera à São Paulo Affluence : 1 500 Arbitrage : Matja Gubica Boris Milosevic |
| 16 décembre 2011 19h15 (UTC) | Alexandra Lacrabère 10 | (14 - 12) | Line Jørgensen 7 | Ginásio do Ibirapuera à São Paulo Affluence : 1 500 Arbitrage : Matja Gubica Boris Milosevic |
| 16 décembre 2011 19h15 (UTC) | ×3                     | Rapport   | ×2 ×5            | Ginásio do Ibirapuera à São Paulo Affluence : 1 500 Arbitrage : Matja Gubica Boris Milosevic |

| 16 décembre 2011 22h00 (UTC) | Norvège      | 30 - 22  | Espagne            | Ginásio do Ibirapuera à São Paulo Affluence : 2 500 Arbitrage : Mindaugas Gatelis Vaidas Mazeika |
| 16 décembre 2011 22h00 (UTC) | Heidi Løke 7 | (16 - 9) | Macarena Aguilar 6 | Ginásio do Ibirapuera à São Paulo Affluence : 2 500 Arbitrage : Mindaugas Gatelis Vaidas Mazeika |
| 16 décembre 2011 22h00 (UTC) | ×3 ×5        | Rapport  | ×4 ×3              | Ginásio do Ibirapuera à São Paulo Affluence : 2 500 Arbitrage : Mindaugas Gatelis Vaidas Mazeika |

### Match pour la troisième place
| 18 décembre 2011 16h30 (UTC) | Danemark             | 18 - 24 | Espagne          | Ginásio do Ibirapuera à São Paulo Affluence : 2 000 Arbitrage : Shlomo Cohen Yoram Peretz |
| 18 décembre 2011 16h30 (UTC) | Ann Grete Nørgaard 4 | (9 - 9) | Carmen Martín 10 | Ginásio do Ibirapuera à São Paulo Affluence : 2 000 Arbitrage : Shlomo Cohen Yoram Peretz |
| 18 décembre 2011 16h30 (UTC) | ×4                   | Rapport | ×3               | Ginásio do Ibirapuera à São Paulo Affluence : 2 000 Arbitrage : Shlomo Cohen Yoram Peretz |

### Finale
| 18 décembre 2011 20h15 (UTC) | France                              | 24 - 32  | Norvège                    | Ginásio do Ibirapuera à São Paulo Affluence : 4 000 Arbitrage : Matja Gubica Boris Milosecic |
| 18 décembre 2011 20h15 (UTC) | Angélique Spincer, Claudine Mendy 4 | (9 - 16) | Kristine Lunde-Borgersen 6 | Ginásio do Ibirapuera à São Paulo Affluence : 4 000 Arbitrage : Matja Gubica Boris Milosecic |
| 18 décembre 2011 20h15 (UTC) | ×3 ×5                               | Rapport  | ×2 ×3                      | Ginásio do Ibirapuera à São Paulo Affluence : 4 000 Arbitrage : Matja Gubica Boris Milosecic |

Feuille de match
| France                         |    |                       |      |                           |
|                                |    |                       |      |                           |
| G                              | 12 | Amandine Leynaud      | 4/24 |                           |
| G                              | 16 | Cléopâtre Darleux     | 5/17 |                           |
|                                |    |                       |      |                           |
| P                              | 2  | Amélie Goudjo         |      |                           |
| ALD                            | 3  | Blandine Dancette     |      |                           |
| P                              | 4  | Nina Kanto            | 3/5  | Carton jaune              |
| ARD                            | 5  | Camille Ayglon        | 1/3  | Carton jaune · Suspension |
| DC                             | 6  | Angélique Spincer     | 4/6  |                           |
| ARG                            | 8  | Claudine Mendy        | 4/9  | Suspension                |
| ALG                            | 9  | Paule Baudouin        | 2/5  |                           |
| G                              | 12 | Amandine Leynaud      | 0/1  |                           |
| ARG                            | 14 | Marie-Paule Gnabouyou | 2/4  |                           |
| ARG                            | 15 | Audrey Bruneau        | 2/4  |                           |
| ALG                            | 17 | Siraba Dembele        | 3/7  |                           |
| ALD                            | 18 | Audrey Deroin         | 2/5  | Suspension                |
| DC                             | 20 | Raphaëlle Tervel      | 1/1  | Carton jaune · Suspension |
| ARG                            | 21 | Marion Limal          |      |                           |
| ARD                            | 64 | Alexandra Lacrabère   | 0/4  | Suspension · Suspension   |
|                                |    |                       |      |                           |
|                                | 7  | Allison Pineau        | -    |                           |
|                                | 24 | Mariama Signate       | -    |                           |
|                                |    |                       |      |                           |
| Entraîneur : Olivier Krumbholz |    |                       |      |                           |

| France                                        | Statistiques   | Norvège |
| --------------------------------------------- | -------------- | ------- |
| 24/54                                         | Buts marqués   | 32/48   |
| 44 %                                          | % réussite     | 67 %    |
| 4/6                                           | Jets de 7m     | 4/5     |
| 10 min                                        | Suspensions    | 4 min   |
| 3                                             | Cartons jaunes | 3       |
| 0                                             | Cartons rouges | 0       |
| 9/41                                          | Arrêts         | 19/43   |
| 22 %                                          | % d'arrêts     | 44 %    |
| [PDF] Compte-rendu off. Compte-rendu HandZone |                |         |

| Norvège                        |    |                         |       |                           |
|                                |    |                         |       |                           |
| G                              | 1  | Kari Aalvik Grimsbø     | 2/4   |                           |
| G                              | 16 | Katrine Lunde           | 17/39 |                           |
|                                |    |                         |       |                           |
| ARD                            | 2  | Mari Molid              |       |                           |
| DC                             | 4  | Stine Oftedal           | 0/1   |                           |
| ARD                            | 5  | Ida Alstad              | 1/1   |                           |
| P                              | 6  | Heidi Løke              | 4/5   |                           |
| ALD                            | 7  | Tonje Nøstvold          | 4/7   |                           |
| ARG                            | 8  | Karoline Dyhre Breivang | 2/4   | Carton jaune · Suspension |
| DC                             | 9  | Kristine Lunde          | 6/8   |                           |
| ALG                            | 11 | Kari Mette Johansen     | 2/2   |                           |
| P                              | 13 | Marit Malm Frafjord     | 0/1   | Carton jaune · Suspension |
| ARD                            | 17 | Linn Jørum Sulland      | 5/6   |                           |
| ALD                            | 18 | Linn Kristin Riegelhuth | 2/5   |                           |
| ARG                            | 21 | Gøril Snorroeggen       |       | Carton jaune              |
| ARD                            | 22 | Amanda Kurtovic         | 4/5   |                           |
| ALG                            | 23 | Camilla Herrem          | 2/3   |                           |
|                                |    |                         |       |                           |
| Entraîneur : Þórir Hergeirsson |    |                         |       |                           |

## Matchs de classement 5 à 8
|  | Demi-finales de classement   | Demi-finales de classement   |                        |    | Match pour la 5e place       | Match pour la 5e place       |
|  | Demi-finales de classement   | Demi-finales de classement   |                        |    | Match pour la 5e place       | Match pour la 5e place       |
|  |                              |                              |                        |    |                              |                              |
|  | 16 décembre 2011 à São Paulo | 16 décembre 2011 à São Paulo |                        |    | 18 décembre 2011 à São Paulo | 18 décembre 2011 à São Paulo |
|  | 16 décembre 2011 à São Paulo | 16 décembre 2011 à São Paulo |                        |    | 18 décembre 2011 à São Paulo | 18 décembre 2011 à São Paulo |
|  | Russie                       | 41                           |                        |    | 18 décembre 2011 à São Paulo | 18 décembre 2011 à São Paulo |
|  | Russie                       | 41                           |                        |    | 18 décembre 2011 à São Paulo | 18 décembre 2011 à São Paulo |
|  | Angola                       | 31                           |                        |    | 18 décembre 2011 à São Paulo | 18 décembre 2011 à São Paulo |
|  | Angola                       | 31                           | Russie                 | 20 |                              |                              |
|  | 16 décembre 2011 à São Paulo |                              | Russie                 | 20 |                              |                              |
|  |                              | Brésil                       | 36                     |    |                              |                              |
|  | Croatie                      | Brésil                       | 36                     | 31 |                              |                              |
|  | Croatie                      |                              |                        | 31 |                              |                              |
|  | Brésil                       | 32                           |                        |    |                              |                              |
|  | Brésil                       | 32                           | Match pour la 7e place |    |                              |                              |
|  |                              |                              |                        |    |                              |                              |
|  | 18 décembre 2011 à São Paulo |                              |                        |    |                              |                              |
|  |                              |                              |                        |    |                              |                              |
|  | Angola                       | 29                           |                        |    |                              |                              |
|  | Angola                       | 29                           |                        |    |                              |                              |
|  | Croatie                      | 32                           |                        |    |                              |                              |
|  | Croatie                      | 32                           |                        |    |                              |                              |

| 16 décembre 2011 13h45 (UTC) | Russie              | 41 - 31   | Angola            | Ginásio do Ibirapuera à São Paulo Affluence : 200 Arbitrage : Y. N. Coulibaly Mamoudou Diabate |
| 16 décembre 2011 13h45 (UTC) | Natalia Chipilova 6 | (17 - 18) | Bombo Calandula 5 | Ginásio do Ibirapuera à São Paulo Affluence : 200 Arbitrage : Y. N. Coulibaly Mamoudou Diabate |
| 16 décembre 2011 13h45 (UTC) | ×1 ×5               | Rapport   | ×3 ×5             | Ginásio do Ibirapuera à São Paulo Affluence : 200 Arbitrage : Y. N. Coulibaly Mamoudou Diabate |

| 16 décembre 2011 16h30 (UTC) | Croatie           | 31 - 32   | Brésil                    | Ginásio do Ibirapuera à São Paulo Affluence : 200 Arbitrage : Jasmin Kliko Michael Johanson |
| 16 décembre 2011 16h30 (UTC) | Andrea Penezić 10 | (15 - 14) | Alexandra do Nascimento 7 | Ginásio do Ibirapuera à São Paulo Affluence : 200 Arbitrage : Jasmin Kliko Michael Johanson |
| 16 décembre 2011 16h30 (UTC) | ×3 ×4             | Rapport   | ×3 ×4                     | Ginásio do Ibirapuera à São Paulo Affluence : 200 Arbitrage : Jasmin Kliko Michael Johanson |

### Match pour la septième place
| 18 décembre 2011 13h45 (UTC) | Angola                                | 29 - 32   | Croatie       | Ginásio do Ibirapuera à São Paulo Affluence : 500 Arbitrage : Kjersti Arntsen Ida Cecillie Gullaksen |
| 18 décembre 2011 13h45 (UTC) | Luisa Kiala, Azenaide Danila Carlos 7 | (12 - 14) | Maja Zebić 11 | Ginásio do Ibirapuera à São Paulo Affluence : 500 Arbitrage : Kjersti Arntsen Ida Cecillie Gullaksen |
| 18 décembre 2011 13h45 (UTC) | ×2 ×3                                 | Rapport   | ×2 ×3         | Ginásio do Ibirapuera à São Paulo Affluence : 500 Arbitrage : Kjersti Arntsen Ida Cecillie Gullaksen |

### Match pour la cinquième place
| 18 décembre 2011 11h00 (UTC) | Russie           | 20 - 36 | Brésil                    | Ginásio do Ibirapuera à São Paulo Affluence : 1 500 Arbitrage : Charlotte Bonaventura Julie Bonaventura |
| 18 décembre 2011 11h00 (UTC) | Irina Bliznova 5 |         | Alexandra do Nascimento 8 | Ginásio do Ibirapuera à São Paulo Affluence : 1 500 Arbitrage : Charlotte Bonaventura Julie Bonaventura |
| 18 décembre 2011 11h00 (UTC) | ×4 ×3            | Rapport | ×2 ×3                     | Ginásio do Ibirapuera à São Paulo Affluence : 1 500 Arbitrage : Charlotte Bonaventura Julie Bonaventura |

## Coupe du Président
Cette coupe voit d'une part les cinquièmes des poules s'affronter en demi-finale et finale pour les places de 17 à 20 et, d'autre part, les sixièmes pour les places de 21 à 24.

### Places de17eà20e
|  | Demi-finales de classement   | Demi-finales de classement   |                         |    | Match pour la 17e place      | Match pour la 17e place      |
|  | Demi-finales de classement   | Demi-finales de classement   |                         |    | Match pour la 17e place      | Match pour la 17e place      |
|  |                              |                              |                         |    |                              |                              |
|  | 11 décembre 2011 à São Paulo | 11 décembre 2011 à São Paulo |                         |    | 12 décembre 2011 à São Paulo | 12 décembre 2011 à São Paulo |
|  | 11 décembre 2011 à São Paulo | 11 décembre 2011 à São Paulo |                         |    | 12 décembre 2011 à São Paulo | 12 décembre 2011 à São Paulo |
|  | Allemagne                    | 37                           |                         |    | 12 décembre 2011 à São Paulo | 12 décembre 2011 à São Paulo |
|  | Allemagne                    | 37                           |                         |    | 12 décembre 2011 à São Paulo | 12 décembre 2011 à São Paulo |
|  | Kazakhstan                   | 14                           |                         |    | 12 décembre 2011 à São Paulo | 12 décembre 2011 à São Paulo |
|  | Kazakhstan                   | 14                           | Allemagne               | 33 |                              |                              |
|  | 11 décembre 2011 à São Paulo |                              | Allemagne               | 33 |                              |                              |
|  |                              | Tunisie                      | 25                      |    |                              |                              |
|  | Tunisie                      | Tunisie                      | 25                      | 34 |                              |                              |
|  | Tunisie                      |                              |                         | 34 |                              |                              |
|  | Uruguay                      | 17                           |                         |    |                              |                              |
|  | Uruguay                      | 17                           | Match pour la 19e place |    |                              |                              |
|  |                              |                              |                         |    |                              |                              |
|  | 12 décembre 2011 à São Paulo |                              |                         |    |                              |                              |
|  |                              |                              |                         |    |                              |                              |
|  | Kazakhstan                   | 31                           |                         |    |                              |                              |
|  | Kazakhstan                   | 31                           |                         |    |                              |                              |
|  | Uruguay                      | 22                           |                         |    |                              |                              |
|  | Uruguay                      | 22                           |                         |    |                              |                              |

### Places de21eà24e
|  | Demi-finales de classement               | Demi-finales de classement   |                         |    | Match pour la 21e place                  | Match pour la 21e place                  |
|  | Demi-finales de classement               | Demi-finales de classement   |                         |    | Match pour la 21e place                  | Match pour la 21e place                  |
|  |                                          |                              |                         |    |                                          |                                          |
|  | 11 décembre 2011 à São Paulo             | 11 décembre 2011 à São Paulo |                         |    | 12 décembre 2011 à São Bernardo do Campo | 12 décembre 2011 à São Bernardo do Campo |
|  | 11 décembre 2011 à São Paulo             | 11 décembre 2011 à São Paulo |                         |    | 12 décembre 2011 à São Bernardo do Campo | 12 décembre 2011 à São Bernardo do Campo |
|  | Chine                                    | 45                           |                         |    | 12 décembre 2011 à São Bernardo do Campo | 12 décembre 2011 à São Bernardo do Campo |
|  | Chine                                    | 45                           |                         |    | 12 décembre 2011 à São Bernardo do Campo | 12 décembre 2011 à São Bernardo do Campo |
|  | Australie                                | 11                           |                         |    | 12 décembre 2011 à São Bernardo do Campo | 12 décembre 2011 à São Bernardo do Campo |
|  | Australie                                | 11                           | Chine                   | 30 |                                          |                                          |
|  | 11 décembre 2011 à São Paulo             |                              | Chine                   | 30 |                                          |                                          |
|  |                                          | Cuba                         | 29                      |    |                                          |                                          |
|  | Cuba                                     | Cuba                         | 29                      | 25 |                                          |                                          |
|  | Cuba                                     |                              |                         | 25 |                                          |                                          |
|  | Argentine                                | 20                           |                         |    |                                          |                                          |
|  | Argentine                                | 20                           | Match pour la 23e place |    |                                          |                                          |
|  |                                          |                              |                         |    |                                          |                                          |
|  | 12 décembre 2011 à São Bernardo do Campo |                              |                         |    |                                          |                                          |
|  |                                          |                              |                         |    |                                          |                                          |
|  | Australie                                | 12                           |                         |    |                                          |                                          |
|  | Australie                                | 12                           |                         |    |                                          |                                          |
|  | Argentine                                | 30                           |                         |    |                                          |                                          |
|  | Argentine                                | 30                           |                         |    |                                          |                                          |

## Classement final
| Rang                      | Équipe        | MJ | V | N | D | BP  | BC  | Diff |  |
| ------------------------- | ------------- | -- | - | - | - | --- | --- | ---- |  |
| Médaille d'or, monde      | Norvège       | 9  | 8 | 0 | 1 | 278 | 201 | + 77 |  |
| Médaille d'argent, monde  | France        | 9  | 7 | 0 | 2 | 268 | 204 | + 64 |  |
| Médaille de bronze, monde | Espagne       | 9  | 7 | 0 | 2 | 247 | 201 | + 46 |  |
| 4                         | Danemark      | 9  | 7 | 0 | 2 | 240 | 175 | + 65 |  |
|                           |               |    |   |   |   |     |     |      |  |
| 5                         | Brésil        | 9  | 8 | 0 | 1 | 291 | 228 | + 63 |  |
| 6                         | Russie        | 9  | 7 | 0 | 2 | 295 | 210 | + 85 |  |
| 7                         | Croatie       | 9  | 6 | 0 | 3 | 266 | 220 | + 46 |  |
| 8                         | Angola        | 9  | 4 | 0 | 5 | 242 | 259 | - 17 |  |
|                           |               |    |   |   |   |     |     |      |  |
| 9                         | Suède         | 6  | 3 | 0 | 3 | 164 | 123 | +41  |  |
| 10                        | Monténégro    | 6  | 3 | 0 | 3 | 162 | 138 | +24  |  |
| 11                        | Corée du Sud  | 6  | 3 | 0 | 3 | 193 | 154 | +39  |  |
| 12                        | Islande       | 6  | 3 | 0 | 3 | 128 | 142 | -14  |  |
| 13                        | Roumanie      | 6  | 2 | 1 | 3 | 166 | 183 | -17  |  |
| 14                        | Japon         | 6  | 2 | 1 | 3 | 160 | 179 | -19  |  |
| 15                        | Pays-Bas      | 6  | 2 | 0 | 4 | 186 | 176 | +10  |  |
| 16                        | Côte d'Ivoire | 6  | 2 | 0 | 4 | 140 | 180 | -40  |  |
|                           |               |    |   |   |   |     |     |      |  |
| 17                        | Allemagne     | 7  | 4 | 0 | 3 | 190 | 165 | +25  |  |
| 18                        | Tunisie       | 7  | 2 | 0 | 5 | 200 | 200 | 0    |  |
| 19                        | Kazakhstan    | 7  | 2 | 0 | 5 | 158 | 192 | -34  |  |
| 20                        | Uruguay       | 7  | 1 | 0 | 6 | 121 | 224 | -103 |  |
|                           |               |    |   |   |   |     |     |      |  |
| 21                        | Chine         | 7  | 2 | 0 | 5 | 173 | 201 | -28  |  |
| 22                        | Cuba          | 7  | 1 | 0 | 6 | 173 | 222 | -49  |  |
| 23                        | Argentine     | 7  | 1 | 0 | 6 | 127 | 172 | -45  |  |
| 24                        | Australie     | 7  | 0 | 0 | 7 | 75  | 294 | -219 |  |

La Norvège, vainqueur au Championnat du monde 2011, est automatiquement qualifiée pour :
- les Jeux olympiques de 2012 à Londres (Grande-Bretagne) ;
- le Championnat du monde 2013 en Serbie.

De plus, les 6 premières équipes non qualifiées via leur championnat continental sont qualifiées pour les tournois mondiaux de qualification olympiques qui se sont déroulés en mai 2012.

## Statistiques et récompenses

### Équipe-type
L'équipe type du tournoi est composée des joueuses suivantes:
- meilleure joueuse : non décerné
- meilleure gardienne : Chana Masson de Souza,  Brésil
- meilleure ailière gauche : Emilia Toureï,  Russie
- meilleure arrière gauche : Andrea Penezić,  Croatie
- meilleure pivot : Heidi Løke,  Norvège
- meilleure demi-centre : Allison Pineau,  France
- meilleure arrière droite : Line Jørgensen,  Danemark
- meilleure ailière droite : Carmen Martín,  Espagne

### Statistiques
| Rang | Joueuse                 | Équipe     | Buts | Tirs | %      | 7 m | MJ | Moy. |
| ---- | ----------------------- | ---------- | ---- | ---- | ------ | --- | -- | ---- |
| 1    | Alexandra do Nascimento | Brésil     | 57   | 78   | 73,1 % | 23  | 9  | 6,3  |
| 2    | Linn Jørum Sulland      | Norvège    | 51   | 75   | 68,0 % | 25  | 9  | 5,7  |
| 3    | Andrea Penezić          | Croatie    | 49   | 77   | 63,6 % | 2   | 9  | 5,4  |
| 4    | Shio Fujii              | Japon      | 46   | 72   | 63,9 % | 15  | 6  | 7,7  |
| 5    | Carmen Martín           | Espagne    | 45   | 57   | 78,9 % | 25  | 9  | 5,0  |
| 6    | Luisa Kiala             | Angola     | 44   | 87   | 50,6 % | 0   | 9  | 4,9  |
| 6    | Emilia Toureï           | Russie     | 44   | 58   | 75,9 % | 13  | 9  | 4,9  |
| 8    | Heidi Løke              | Norvège    | 43   | 51   | 84,3 % | 0   | 9  | 4,8  |
| 9    | Suleiky Gómez           | Cuba       | 42   | 79   | 53,2 % | 13  | 7  | 6,0  |
| 9    | Xeniya Volnukhina       | Kazakhstan | 42   | 63   | 66,7 % | 10  | 7  | 6,0  |

| Rang | Joueuse               | Équipe     | %      | Arrêts | Tirs |
| ---- | --------------------- | ---------- | ------ | ------ | ---- |
| 1    | Silvia Navarro        | Espagne    | 45,6 % | 108    | 237  |
| 2    | Clara Woltering       | Allemagne  | 43,8 % | 64     | 146  |
| 3    | Karin Mortensen       | Danemark   | 42,9 % | 27     | 63   |
| 4    | Katrine Lunde         | Norvège    | 42,8 % | 124    | 290  |
| 5    | Chana Masson de Souza | Brésil     | 41,7 % | 90     | 216  |
| 6    | Anna Sedoïkina        | Russie     | 40,1 % | 77     | 192  |
| 7    | Christina Pedersen    | Danemark   | 39,9 % | 79     | 198  |
| 8    | Cléopâtre Darleux     | France     | 39,7 % | 48     | 121  |
| 9    | Sonja Barjaktarovic   | Monténégro | 39,5 % | 34     | 86   |
| 10   | Maria Sidorova        | Russie     | 38,3 % | 59     | 154  |

## Effectif des équipes sur le podium

### Champion du monde:Norvège
Effectif de l'équipe
- Kari Grimsbø
- Mari Molid
- Stine Bredal Oftedal
- Ida Alstad
- Heidi Løke
- Tonje Nøstvold
- Karoline Dyhre Breivang
- Kristine Lunde-Borgersen
- Kari Mette Johansen
- Marit Malm Frafjord
- Katrine Lunde
- Linn Jørum Sulland
- Linn Kristin Riegelhuth
- Gøril Snorroeggen
- Amanda Kurtovic
- Camilla Herrem

Entraîneur :  Þórir Hergeirsson

### Vice-champion du monde:France
Effectif de l'équipe
- Amélie Goudjo
- Blandine Dancette
- Nina Kanto
- Camille Ayglon
- Angélique Spincer
- Allison Pineau
- Claudine Mendy
- Paule Baudouin
- Amandine Leynaud
- Marie-Paule Gnabouyou
- Audrey Bruneau
- Cléopâtre Darleux
- Siraba Dembélé
- Audrey Deroin
- Raphaëlle Tervel
- Mariama Signaté
- Alexandra Lacrabère

Entraîneur :  Olivier Krumbholz

### Troisième place:Espagne
Effectif de l'équipe
- Cristina González
- Andrea Barnó
- Carmen Martín
- Nely Carla Alberto
- Verónica Cuadrado
- Marta Mangué
- Macarena Aguilar
- Silvia Navarro
- Jessica Alonso
- Elisabeth Chávez
- Elisabeth Pinedo
- Vanesa Amorós
- Nerea Pena
- Patricia Pinedo
- Patricia Elorza
- Mihaela Ciobanu

Entraîneur :  Jorge Dueñas